# Муніципалітет Касупа
Муніципалітет Касупа (ісп. Municipio de Casupá) — адміністративно-територіальна одиниця місцевого самоврядування Уругвая, яка знаходиться на півдні департаменту Флорида. Адміністративний центр — містечко Касупа.

## Історія
Згідно з державним планом щодо децентралізації влади та створенню місцевих органів самоврядування 15 березня 2010 року на черговій сесії Генеральної Асамблеї Уругвая був створений Муніципалітет Касупа, в структурі департаменту Флорида.

## Склад
В склад муніципалітету входить один єдиний населений пункт:
- Касупа

## Влада
Владою в муніципалітеті є Алькальд та його 4 радники.
Алькальди за періодом:
| Період (рр.) | Алькальд            | Партія             |
| ------------ | ------------------- | ------------------ |
| 2010-2015    | Луїс Альберто Оліва | Партія Колорадо    |
| 2015-2020    | Луїс Альберто Оліва | Національна партія |